# Mademoiselle Fifi (raccolta)
Mademoiselle Fifi è una raccolta di racconti in lingua francese di Guy de Maupassant, pubblicata per la prima volta dall'editore belga Kistemaeckers nel 1882 e, in edizione accresciuta, dall'editore parigino Victor-Havard nel 1883.

## Racconti
La raccolta del 1882 comprendeva i seguenti sette racconti:
- La signorina Fifì (Mademoiselle Fifi, pubblicato dapprima su Gil Blas del 23 marzo 1882 e, col finale modificato, nella raccolta dello stesso anno[1].)
- Il ceppo (La Bûche, pubblicato dapprima su Gil Blas del 26 gennaio 1882, con lo pseudonimo di "Maufrigneuse"[2].)
- Il letto (Le Lit, pubblicato dapprima su Gil Blas del 16 marzo 1882, con lo pseudonimo di "Maufrigneuse"[3].)
- Una cena di Natale (Un réveillon, pubblicato dapprima su Gil Blas del 5 gennaio 1882, con lo pseudonimo di "Maufrigneuse"[4].)
- Parole d'amore (Mots d'amour, pubblicato dapprima su Gil Blas del 2 febbraio 1882 col titolo "Les Mots d'amour", con lo pseudonimo di "Maufrigneuse"[5].)
- Un'avventura parigina (Une aventure parisienne, pubblicato dapprima su Gil Blas del 22 dicembre 1881 col titolo «Une épreuve»[6].)
- Marroca (Marroca, pubblicato dapprima su Gil Blas del 2 marzo 1882, con lo pseudonimo di "Maufrigneuse" e con il titolo leggermente diverso di "Marauca"[7].)

L'edizione del 1883 fu aumentata dei seguenti undici racconti, portando il totale dei racconti a diciotto:
- La signora Battista (Madame Baptiste, pubblicato dapprima su Gil Blas del 28 novembre 1882, con lo pseudonimo di "Maufrigneuse"[8].)
- La ruggine (La Rouille, pubblicato dapprima su Gil Blas del 14 settembre 1882 col titolo "Monsieur de Coutelier" e con lo pseudonimo di "Maufrigneuse"[9].)
- La reliquia (La Relique, pubblicato dapprima su Gil Blas del 17 ottobre 1882, con lo pseudonimo di "Maufrigneuse"[10].)
- Pazzo? (Fou?, pubblicato dapprima su Gil Blas del 23 agosto 1882, con lo pseudonimo di "Maufrigneuse"[11].)
- Risveglio (Réveil, pubblicato dapprima su Gil Blas del 20 febbraio 1883, con lo pseudonimo di "Maufrigneuse"[12].)
- Un'astuzia (Une ruse, pubblicato dapprima su Gil Blas del 25 settembre 1882, con lo pseudonimo di "Maufrigneuse"[13].)
- A cavallo (À cheval, pubblicato dapprima su Le Gaulois del 14 gennaio 1883[14].)
- Due amici (Deux amis, pubblicato dapprima su Gil Blas del 5 febbraio 1883, con lo pseudonimo di "Maufrigneuse"[15].)
- Il ladro (Le Voleur, pubblicato dapprima su Gil Blas del 21 giugno 1882, con lo pseudonimo di "Maufrigneuse"[16].)
- Racconto di Natale (Nuit de Noël, pubblicato dapprima su Le Gaulois del 25 dicembre 1882[17].)
- Il sostituto (Le Remplaçant, pubblicato dapprima su Gil Blas del 2 gennaio 1883 col titolo "Les Remplaçants" e con lo pseudonimo di "Maufrigneuse"[14].)

## Edizioni
- Guy de Maupassant, Mademoiselle Fifi, Bruxelles: Henry Kistemaeckers, 1882, 172 p.
- Guy de Maupassant, Mlle Fifi: nouveaux contes, Paris: Victor Havard, 1883, 379 p.
- Guy de Maupassant, Mlle Fifi: nouveaux contes, Nouvelle édition revue, Paris: P. Ollendorff, 1893, 314 p.
- Guy de Maupassant, Mademoiselle Fifi, Collezione Oeuvres completes de Guy de Maupassant, Paris: L. Conard, 1908, 285 p.[18]
- Guy de Maupassant, La signorina Fifi; traduzione di Giovanni Vaccaro, Milano: A. Barion, 1924, 190 p. Contiene anche le novelle: La ruggine, Marroca, Pazzo?, Un'astuzia, Un'avventura parigina, Due amici, Il ladro.
- Guy de Maupassant, La signorina Fifi: novelle; traduzione dal francese di Onorato Roux, Milano: Sonzogno, 1928, 250 p.
- Guy de Maupassant, La signorina Fifì; traduzione di Oreste del Buono, Collezione Biblioteca Universale Rizzoli 373-374, Milano: Rizzoli, 1951, 129 p.
- Guy de Maupassant, Tutte le novelle; a cura di Mario Picchi, Collezione I Meridiani, Milano: A. Mondadori, Vol. Iː LXXX, 1520 p., ISBN 88-04-36360-6; Vol. IIː LIX, 1620 p., ISBN 88-04-46917-X
- Guy de Maupassant, Tutte le novelle e i racconti; a cura di Lucio Chiavarelli; introduzione generale di Giacinto Spagnoletti; Collezione I mammut 81, Roma: Grandi Tascabili Economici Newton, 2005, 1567 p., ISBN 88-541-0440-X